# Monte Cornetto
De Monte Cornetto is een berg gelegen in de Alpen in de Italiaanse regio Veneto. De berg heeft een hoogte van 1899 meter. 